# Shuffle Along
Shuffle Along är en broadwaymusikal uppförd 1921 (premiär den 23 maj), med musik av Eubie Blake och sångtext av Noble Sissle, som bygger på en historia skapad av komikerparet F.E. Miller och Aubrey Lyles. Det var den första framgångsrika helsvarta produktionen på Broadway och sista föreställningen gavs den 15 juli året därpå, varefter föreställningar på andra platser följde. Bland artisterna märks Adelaide Hall, Florence Mills och Paul Robeson, samt Joséphine Baker (en av uppsättningens påkläderskor som "16", egentligen 15, år gammal fick göra scendebut som "körflicka" i en föreställning i Boston i augusti 1922).
Shuffle Along har därutöver återuppförts på Broadway 1933, 1952 och, i en omarbetad version (som mer behandlar omständigheterna kring musikalen än densamma) "Shuffle Along, or, the Making of the Musical Sensation of 1921 and All That Followed", 2016 (den sistnämnda fick 10 Tony Award-nomineringar, inkluderande "bästa musikal", dock utan att vinna någon, medan de två föregående var helt misslyckade och lades ner efter elva respektive fyra föreställningar).